# Anthurium agnatum
Anthurium agnatum är en kallaväxtart som beskrevs av Heinrich Wilhelm Schott. Anthurium agnatum ingår i släktet Anthurium och familjen kallaväxter. Inga underarter finns listade.